# Peter-Paul Kranz
Peter-Paul Kranz (* 29. Dezember 1884 in Hainstadt (Hainburg); † 2. November 1957 in München) war ein deutscher Zahnmediziner, Kieferchirurg und Hochschullehrer.

## Leben
Kranz besuchte das Humanistische Gymnasium Aschaffenburg und in Mainz das Rabanus-Maurus-Gymnasium. „Wegen seiner Lebhaftigkeit“ musste er sie verlassen; mit 18 Jahren  machte er aber als „Privatstudent“ das Abitur.  Ab 1902 studierte er Chemie an der  TH Darmstadt, der  TU Berlin und der Philipps-Universität Marburg. In Marburg begann er 1905 das Studium der Zahnmedizin, das er 1907 mit dem Staatsexamen beendete. Danach wandte er sich an der  Friedrich-Wilhelms-Universität Berlin der Humanmedizin zu. 1914 wurde er Corpsstudent bei  Teutonia Berlin. Über die Albert-Ludwigs-Universität Freiburg kehrte er nach Marburg zurück. Nach experimentellen Arbeiten in der Pharmakologie und klinischen Untersuchungen an der Universität Graz wurde er 1911 in Marburg zum Dr. med.  promoviert. Später wurde er noch Dr. phil. und Dr. med. dent. h. c.

### Frankfurt am Main
Anschließend arbeitete er zwei Jahre in Frankfurt am Main bei Franz Klose in der Chirurgie unter Ludwig Rehn. Bei seinen experimentellen Untersuchungen half ihm sein Freiburger Lehrer Karl Aschoff. Seit Oktober 1913 als praktischer Zahnarzt in Hamburg, zog er 1914 in den  Ersten Weltkrieg. Erst im November 1918  demobilisiert, wurde er sogleich 1. Assistent der Chirurgischen Abteilung vom Frankfurter Zahnärztlichen Institut unter Otto Loos. 1919  habilitierte er sich. 1920 erhielt er den in Deutschland ersten Lehrauftrag für  Orthodontie. Fachübergreifend arbeitete er mit dem Dermatologen Karl Herxheimer, Klose, dem Hygieniker Hans Schlossberger, Wilhelm Kolle und seinem Kollegenfreund Karl Falck zusammen. Für die Kliniken unter Ferdinand Sauerbruch und Friedrich von Müller war er Konsiliarius.

### München
Von der Ludwig-Maximilians-Universität München  berufen, wurde er am 1. April 1929 Vorstand der kieferchirurgischen Abteilung.  Am 31. August 1935 ernannte ihn die medizinische Fakultät zum  Ordinarius.
Als Sanitätsoffizier der Wehrmacht  leitete Kranz im  Zweiten Weltkrieg das  Reservelazarett München II und ab 1940 als Oberfeldarzt das große  Luftwaffenlazarett in Clichy bei Paris.
1933 trat er der Einheitsfront der Zahnärzte bei, um sich dem nationalsozialistischen „Führerprinzip“ zu verpflichten, einem fundamentalen Prinzip des Faschismus der Zwischenkriegszeit und seiner Führerparteien. Zum 1. Mai 1933 trat er der NSDAP bei (Mitgliedsnummer 3.209.894). Er musste 1947 seinen Lehrstuhl kurzfristig für Maria Schug-Kösters räumen. Die Johann-Wolfgang-Goethe-Universität hatte ihn mit zwei anderen Kollegen auf Platz 1 der  Berufungsliste gesetzt. Im Spruchkammerverfahren wurde er als Mitläufer eingestuft.  Hubertia München verlieh ihm 1951 das Band.

## Werke
- Klinische Zahnheilkunde und ihre Grenzgebiete
- Chirurgie des praktischen Zahnarztes